# Еккельсгайм
Еккельсгайм (нім. Eckelsheim) — громада в Німеччині, розташована в землі Рейнланд-Пфальц. Входить до складу району Альцай-Вормс. Складова частина об'єднання громад Вельштайн.
Площа — 4,92 км2. Населення становить 397 ос. (станом на 31 грудня 2020).